# 수용소 (소설집)
《수용소》(러시아어: Зона. Записки надзирателя)는 세르게이 도블라토프가 수용소에 얽힌 짧은 이야기 열네 편을 모아 놓은 단편 소설집이다. 도블라토프가 군 전역 직후 1960년대에 쓴 작품부터 미국 이민 후 1980년대에 쓴 작품까지 집필 시기가 모두 다른 열네 편의 단편 소설을 ‘편집장에게 보내는 편지’라는 실로 꿰었다.
1959년 레닌국립대학교 핀란드어과에 입학한 세르게이 도블라토프는 불성실한 학업 태도로 3학년 때 퇴학을 당한 후 입대 통지서를 받는다. 그렇게 1962년부터 1965년까지 3년간 교도관으로 군 복무를 하게 되는데, 첫 열 달 동안 복무한 곳이 바로 ≪수용소≫의 지리적 배경이 되는 코미 공화국이다. 레닌그라드 출신으로 교양 있게 자란 20대 초반의 인문학도에게 산전수전 겪으며 범법으로 잔뼈가 굵은 자들이 가득한 수용소의 “끔찍한 조건들(кошмарные условия)”에 적응하기란 여간 어려운 일이 아니었을 것이다. 그곳에서 도블라토프는 가족과 지인들에게 많은 편지를 썼고, “자신을 살려주고”, “일말의 진실이 있는” 시(詩)를 쓰면서 군 생활을 버텨 냈다.
교도관 도블라토프에게 “쓰는 것”은 수용소라는 폐쇄 공간에서 하루하루를 살아 내는 숨통이기도 했지만, 막막한 미래를 살아 낼 하나의 빛줄기이기도 했다. 바로 이 교도소에서 작가로의 길을 확정지었을 뿐만 아니라 어떤 작가가 될 것인가에 대한 방향성도 명확하게 설정했기 때문이다.

## 배경
러시아에서는 수용소를 예술적으로 독특하게 형상화한 ‘수용소 문학’이 발달했다. 본문에서도 언급하고 있는 솔제니친이나 샬라모프 외에도 우리가 잘 알고 있는 도스토옙스키(≪죽음의 집의 기록≫ 같은 경우) 역시 수용소 문학에서 언급된다. 도블라토프의 ≪수용소≫는 이 장르의 계보를 잇는 20세기 작품 중 하나다.
기존의 수용소 문학과 도블라토프 작품의 가장 큰 차이는 그가 ‘수용소’를 삶과 동떨어진 특수 공간으로, 그 속에서 생활하는 죄수들을 일반인과 다른 특이한 사람들로 취급하기를 거부한다는 것이다. 단지 일상과 격리되어 있는 공간인 수용소에서, 불법을 저지른 사람들이 모여 있다는 전제 위에서 이야기가 진행될 뿐이다. 솔제니친이 수용소를 소름 돋을 정도로 끔찍한 “지옥”이라 할지언정, 도블라토프는 ≪수용소≫에서 그 끔찍한 정황들을 “생리학 보고서”처럼 생생하게 그려내려 하지 않는다. 오히려 그는 이렇게 말한다. “제 생각에 지옥은 우리 자신들인데 말이죠….” 작가의 관심은 그 속에서 살아가는 사람들에 머무른다. 작가 자신도 명확히 밝힌다. “다시 한번 말씀드리지만, 제 관심은 삶이지 감옥이 아닙니다. 그리고 사람이지, 괴물이 아니고요.” ≪수용소≫는 수용소라는 특수 공간에서 살아가는 범인(犯人)의 범인(凡人)적 이야기다. 첫 편지에서부터 ≪수용소≫가 기존의 다른 수용소 작품과 다르다고 확실하게 선을 긋는 이유가 바로 여기에 있다.